# Mahelma
Mahelma est une commune de la wilaya d'Alger en Algérie, située à 30 km au Sud-Ouest d'Alger.

## Géographie

### Situation
Mahelma est située à environ 28 km au sud-ouest d'Alger sur le Sahel trouve le début de la plaine de Zeralda jusqu'à la limite de la forêt des planteurs ; au sud, la bordure et le versant sud du Sahel algérois jusqu'à la mitidja ; à l'ouest, la bordure ouest du Sahel algérois et de l'Oued Mazafran.
| Zéralda                     | Zéralda, Souidania, Forêt de Zéralda | Souidania, Forêt de Mahelma |
| Douaouda (wilaya de Tipaza) | Mahelma                              | Barrage de Douéra, Rahmania |
| Kolea (wilaya de Tipaza)    | Ben Khellil (wilaya de Blida)        | Douera                      |

### Localités de la commune
La commune compte cinq agglomérations principales, Mahelma (chef-lieu), Douar Sidi Abdellah, Zaatria, Ould larbi et Sidi Bennour. Lors du découpage administratif de 1984, la commune de Mahelma est constituée à partir des localités suivantes : Sidi Abdellah, Nezali, Mahelma, Boukhelif, Zaatria, Plateau de Mahelma, Haddadou et Boukhelkhal.

### Voies de communication et moyens de transport

#### Routes
Longtemps isolée et desservie par la seule route sinueuse de Zeralda à Douera (RN63), elle sera bientôt ceinturée au nord par la rocade de Sidi Abdellah en construction.

#### Transport en commun
Une ligne de train de banlieue entre Birtouta et Zeralda dessert la commune avec deux gares, celle de Sidi Abdellah et celle de l'Université.

## Histoire

### Époque antique
En 2005, des fouilles de la Société archéologique algérienne ont conduit à la découverte de vestiges paléochrétiens datant des Ve et IVe siècles. Les découvertes comprenaient des pans de murs, appartenant selon les archéologues à une ferme de la fin de l'époque romaine. Des fragments d'amphores retrouvées sur le site servaient au transport de l'huile, du vin et du poisson. Une nécropole du IVe siècle a également été découverte sur le site.

### Époque coloniale française
Lors de la Conquête de l'Algérie par la France, le territoire de la commune est habité par trois tribus : les Sidi Abdellah, les Zaatria et une fraction des « Ouled Mendil ». C'est à l'emplacement d'un fort de surveillance turc que les militaires français vont s'établir en 1835 et constituer la commune rurale de Mazafran.
Le village colonial sera érigé autour du camp des zouaves le 22 mars 1844[réf. nécessaire]. Il fera partie de la commune de Douera jusqu'en 1870 où il sera promu en commune de plein exercice.

### Époque de l'Algérie indépendante
Le 31 mai 1963, Mahelma était rattachée à la commune de Zeralda avant d'être à nouveau détachée par l'ordonnance du 2 décembre 1963. En 1974, la commune est rattachée à la daïra de Koléa, dans la wilaya de Blida. En 1984, elle rejoint la wilaya de Tipaza nouvellement créée. À la création du gouvernorat du Grand-Alger en 1997, la commune sera rattachée à celle-ci.
En 2004, la ville nouvelle de Sidi Abdellah est créée en partie sur le territoire de la commune.

## Démographie
| 1867 | 1884 | 1892  | 1902  | 1912  | 1923  | 1936  | 1954  | 1960  |
| ---- | ---- | ----- | ----- | ----- | ----- | ----- | ----- | ----- |
| 538  | 860  | 1 193 | 1 234 | 1 755 | 1 819 | 2 553 | 5 128 | 5 234 |

| 1966  | 1977  | 1987   | 1998   | 2008   | - | - | - | - |
| ----- | ----- | ------ | ------ | ------ | - | - | - | - |
| 4 878 | 7 616 | 11 270 | 14 810 | 20 758 | - | - | - | - |

## Économie
Mahelma a toujours eu une vocation exclusivement agricole. Les cultures sont concentrés dans le nord de la commune sur le plateau.
Depuis 2004, la construction de la nouvelle ville de Sidi Abdellah, offre beaucoup[Combien ?] d'emplois dans le secteur du bâtiment.

## Éducation
Sidi Abdellah accueille une zone universitaire, avec des annexes de l'université d'Alger :
- L'Institut d'archéologie.
- L'Institut d’éducation physique et sportive.
- ainsi qu'une résidence universitaire pour les garçons.